# アルベルト・ミラジェス
アルベルト・ミラレス（Albert Miralles）ことアルベルト・ミラージェス・ベルジェ（Alberto Miralles Berge、1982年5月14日 - ）は、スペインのプロバスケットボール選手。スペイン男子プロバスケットボールリーグ1部リーガACBのホベントゥート・バダローナ所属。カタルーニャ州バルセロナ県バルセロナ出身。ポジションはパワーフォワード。207cm、108kg。